# Ernest Chantre
Pour les articles homonymes, voir Chantre.
Ernest Chantre, né le 14 janvier 1843 à Lyon et mort le 24 décembre 1924 à Écully (Rhône), est un archéologue, naturaliste et anthropologue français.

## Biographie

### Origines et vie privée
Benoît Jean Paul Ernest Chantre naît à La Guillotière. Il est fils de Jacques Auguste Chantre, propriétaire, et de Jeanne Claudine Hilaire Nelly Rolle. Alors sous-directeur du Muséum des sciences naturelles de Lyon, il épouse le 13 avril 1886 à la mairie du 4ème arrondissement, Jeanne Bellonie Bourdaret, âgée de presque 20 ans et sœur de l'ingénieur et explorateur Emile Bourdaret. Cette dernière accouche d'une fille mort-née à leur domicile dans le 6ème arrondissement de Lyon le 28 février 1887.

### Formation et carrière
Formé par Paul Broca et Gabriel de Mortillet, il dirige avec Emile Cartailhac, entre 1873 et 1888, la revue Matériaux pour l’étude philosophique et positive de l’Homme dans laquelle il publie des articles sur le premier âge du fer.
Spécialiste du Caucase, de l'Arménie et de l'Anatolie, Ernest Chantre y effectue plusieurs missions d'études.
Il est membre de nombreuses fondations, associations ou académies scientifiques, et fonde en 1881 la société d'anthropologie de Lyon. Il est également sous-directeur du Muséum d'histoire naturelle de Lyon de 1877 à 1910.
Professeur à l’université, on lui doit la création de l’enseignement de l’anthropologie à Lyon, tout d’abord à la Faculté des sciences, puis à la Faculté des lettres.
Il côtoie lors de ses recherches, Claudius Savoye et Jos Jullien, tous passionnés par la période de la préhistoire.
Il est fait chevalier de la Légion d’honneur pour l’ensemble de sa carrière en 1896, et reçoit de nombreuses décorations, des titres scientifiques et des honneurs officiels, notamment en Russie et en Égypte.
Il donne une partie de ses archives aux Archives départementales du Rhône en 1913, et en lègue une autre partie par testament. Il remet une partie de sa bibliothèque au Muséum d'histoire naturelle de Lyon.

## Travaux et publications
Ce ne sont que quelques publications, :
- Études paléo-ethnologiques ou recherches géologico-archéologiques sur l’industrie et les mœurs de l’homme des temps antéhistoriques dans le nord du Dauphiné et les environs de Lyon, Lyon, 1867, 100 p.
- avec Albert Falsan, Appel aux amis des sciences naturelles pour le tracé d’une carte géologique du terrain et des blocs erratiques des environs de Lyon, du nord du Dauphiné, de la Dombes, du midi du Bugey et pour la conservation des blocs erratiques dans les mêmes régions, s.l., 1868, 8 p.
- Notice historique sur la vie et les travaux de J.-J. Fournet, Lyon, 1870, 87 p.
- Les Palafittes ou constructions lacustres du lac de Paladru, Grenoble, 1871, 7 p.
- Avec Louis Lortet, Études paléontologiques dans le bassin du Rhône, période tertiaire, recherches sur les mastodontes et les faunes mammalogiques qui les accompagnent, Lyon, 18879, 29 p. et pl.
- Études paléo ethnologiques dans le bassin du Rhône. Âge du Bronze : recherche sur l’origine de la métallurgie en France, s. l., 1875, 82 p.
- Les nécropoles du 1er âge du fer dans les Alpes françaises, Congrès du Havre. Séance du 29 août 1877, Lyon, 1877, 11 p.
- avec Albert Falsan, Monographie géologique des anciens glaciers et du terrain erratique de la partie moyenne du bassin du Rhône, Lyon, 1879-1880, 2 vol. [lire en ligne le tome 1] [lire en ligne le tome 2].
- Relations entre les sistres bouddhiques et certains objets de l’âge du bronze européen, Lyon, 1880, 14 p.
- Recherches anthropologiques dans le Caucase. T.1 : Période préhistorique. T.2 : Période protohistorique. T. 3 : Période historique. T. 4 : Populations actuelles, s.l., 1885-1887. [DR855 C45, Bibl.]
- avec Claude Gaillawrd, Federico Sacco, M. P. de Loriol, Recherches anthropologiques dans l’Asie occidentale. Notes sur quelques espèces de cyprinodons de l’Asie mineure et de la Syrie. Le Rhinocéros de Dusino (rhonoceros etruscus falc. Var. Artensis sacc.). Étude sur quelques échinodermes de Cirin. Missions scientifiques en Transcaucasie, Asie Mineure et Syrie, 1890-1894, Genève, 1895, 250 p. [RC146, Bibl.]
- L’Âge de la Pierre. Dans la Haute-Égypte d’après les plus récentes découvertes, Lyon, 1899.
- Mission en Cappadoce, Lyon, 1899.
- avec Claudius Savoye, Répertoire et carte paléo-ethnologique du département de Saône-et-Loire..., Paris, s. l. n. d. [1902], 42 p.
- Recherches anthropologiques dans l’Afrique orientale : l’Égypte, Lyon, 1904, 318 p.
- La roche qui danse ou le pseudo-cromlech de Douevas, commune de Saint-Barthélemy-de-Vals, canton de Saint-Vallier (Drôme), s. l., 1911, 11 p.
- avec Lucien Bertholon-Joseph, Recherches anthropologiques dans la Berbérie orientale : Tripolitaine, Tunisie, Algérie. T.1 : Anthropométrie, craniométrie, ethnographie. T. 2 : Album de 174 portraits ethniques, s. l., 1912, 662 p.

## Sociétés savantes et titres honorifiques
Il était membre de :
- Académie des sciences, belles-lettres et arts de Lyon, 1845 à 1924[11].
- Académie de Savoie, agrégé en 1877[12].
- Comité des travaux historiques et scientifiques, membre non résidant, 1891 à 1922.
- Société d'anthropologie de Lyon.
- Société préhistorique française, dont il était un des membres fondateurs, 1904.